# Charles Louis de Fontanges de Couzan
Charles Louis de Fontanges de Couzan (1817-1890) Saint-Cyrien (1836-1838- promotion L'Obélisque), général de division, commandant de la 12e division d'infanterie, commandeur de la Légion d'honneur. 

## Famille
Charles Louis de Fontanges  est issu de la  branche de Couzan de la Famille de Fontanges, originaire de Haute-Auvergne, dans le Cantal. Il est né  le 12 février 1817 à Beauvais, (Oise), et mort le 28 octobre 1890  aux Andelys, hameau de Noyers, Eure.
Il est le fils du baron  Charles de Fontanges (1771-1858), châtelain de Couzan , à Vebret (Cantal), directeur des contributions indirectes à Beauvais, ancien maire de Vebret, et d'Agathe Borel de Brétizel (1790-1864), fille de Durand Borel, baron de Brétizel (1764-1839), conseiller à la cour de cassation, député de l' Oise, membre du Conseil privé du duc d'Orléans (qui deviendra  Louis Philippe, roi des Français), administrateur des biens de son fils, le duc d'Aumale au Château de Chantilly.
Il épouse  en 1852, Noémie Audibert (née en 1832), d'où:
- Marie-Louise de Fontanges (1860-1932), qui épouse Henri de Romance-Mesmon, officier d'artillerie, dont postérité.
- Joseph Olivier de Fontanges (né en 1865), chef de bataillon, officier de la Légion d'honneur, sans alliance.
- Charles Jean Roger de Fontanges (1869-1957), saint-cyrien (promotion Grand Empire), capitaine d'infanterie, chevalier de la Légion d'honneur, qui épouse Marie Agnès Vincent d'Hantecourt, dont postérité.

## Carrière
Charles Louis de Fontanges s'engage comme élève de l'école spéciale militaire de Saint-Cyr en 1836 et en sort en 1838 avec la promotion de l'Obélisque. Il est affecté comme sous-lieutenant au 38e régiment d'infanterie. Il est promu lieutenant en 1842.
Il est promu capitaine en 1846 au même régiment, puis passe commandant en 1853 au 64e régiment d'infanterie et un an plus tard au 4e bataillon de chasseurs à pied. 
Il est promu lieutenant-colonel en 1855 au 49e régiment d'infanterie, puis colonel au 21e régiment d'infanterie en 1859 et au 2e régiment de grenadiers à pied de la Garde impériale en 1862. 
Charles Louis de Fontanges est nommé général de brigade en 1868 puis général de division en 1874. En 1876, il commande la 12e division d'infanterie.
Il part en deuxième section en 1882 et il meurt en 1890.

## Décorations
- Légion d'honneur : chevalier (9 janvier 1850), officier (26 mars 1855), commandeur (25 juin 1859)
- commandeur de l'ordre de l'Épée de Suède
- officier de l'ordre des Saints-Maurice-et-Lazare
- chevalier 2e classe de l'ordre de Sainte-Anne de Russie
- Médaille de la valeur militaire (Italie) de Sardaigne
- 2e classe de l'ordre de la Couronne de fer (Autriche)